# Laura Esquivel
Laura Esquivel (Cidade do México, 30 de setembro de 1950) é uma escritora, argumentista e deputada mexicana, autora do best-seller Como Água para Chocolate.

## Biografia
Escritora mexicana, Laura Esquivel nasceu dia 30 de Setembro de 1950, na cidade do México. Oriunda de uma família católica, manteve, no entanto, desde cedo uma certa abertura de espírito que a levou, na sua juventude, a estudar as filosofias orientais, a praticar a meditação e seguir uma dieta vegetariana. Não obstante, foi grandemente influenciada pela avó, autêntica matriarca da família, que se costumava reunir com as mulheres na cozinha, lugar que Laura Esquivel veio a considerar ideal para que o sexo feminino possa partilhar pensamentos íntimos.
Trabalhou como educadora de infância mas, dada a escassez de materiais didáticos, começou ela própria a escrever peças de teatro para as crianças.
Passou depois a contribuir como dramaturga para a cadeia de televisão pública infantil. A ocasião propiciou-se para que pudesse estudar Cinema e, durante a sua aprendizagem, conheceu o actor Alfonso Arau, com quem veio eventualmente a casar. Em 1985 estreou-se como argumentista, com o filme Guido Guán Y Los Tacos De Oro, obra nomeada para o Prémio Ariel da Academia das Ciências e Artes Cinematográficas.
Decidiu prosseguir com um novo argumento, mas tendo sido desencorajada a rodá-lo devido à escassez de fundos necessários, optou por convertê-lo ao formato de romance. Surgiu assim Como Água Para Chocolate (1989), romance que contava a história de Tita de La Garza, e cuja acção decorre no princípio do século XX, no Norte do México, à beira da Revolução. Como é tradicional nesse país, Tita, por ser a filha mais nova, não se deve casar, para que possa cuidar da sua mãe na velhice. Um sucesso de vendas considerável e internacional, o livro acabou por ser adaptado para o cinema em 1993, arrebatando dezoito galardões internacionais.
Consagrada como escritora, Laura Esquivel continuou a produzir obras de ficção, publicando entre outros volumes, os romances La Ley Del Amor (1997, A Lei do Amor), Estrellita Marinera (1999, A Pequena Estrela-do-mar) e Tan Veloz Como El Deseo (2002, Tão Veloz Como o Desejo), e uma recolha de contos com o título Intimas Suculencias, Tratado Filosofico de Cocina (1998, Íntimas Suculências, Tradado Filosófico de Cozinha). O Livro das Emoções é uma de suas mais recentes obras. A obra Malinche, que trata da conquista do México pela coroa espanhola foi publicado em 2006. No início de 2014, lançou o seu mais novo livro, A Lupita Le Gustaba Planchar.
É deputada do Movimiento de Regeneración Nacional (Morena), ocupando um lugar na Câmara de Deputados do México.

## Obras
- Como Água Para Chocolate (1989)
- La ley del amor (1995)
- Íntimas suculencias (contos) (1998)
- Estrellita marinera (1999)
- El libro de las emociones (2000)
- Tan veloz como el deseo (2001)
- Malinche (2006)
- A Lupita le gustaba planchar (2014)
- El diario de Tita (2016)